# Kelvin Hall
Kelvin Hall – kompleks widowiskowo-sportowy w Glasgow w Szkocji, otwarty w 1927 roku. Jest miejscem, w którym odbywają się wydarzenia kulturalne i sportowe. W przeszłości budynek ten pełnił funkcję auli koncertowej, a w czasach II wojny światowej - wytwórni balonów zaporowych. Po remoncie w 2016 roku otwarto tu centrum kulturalne.   
Najbliższą stacją komunikacji miejskiej jest Kelvinhall subway station. 

## Historia
Kompleks Kelvin Hall znajduje się na brzegu rzeki Kelvin, przy Argyle Street 1445, w zachodniej części Glasgow. Naprzeciwko Kelvin Hall znajduje się inny duży kompleks – Kelvingrove Art Gallery and Museum. Obecny budynek pochodzi z roku 1927. Poprzedni budynek, znajdujący się w tym miejscu, został zbudowany w 1901 roku jako Industrial Hall (Centrum Przemysłowe). Był to budynek drewniany, który spłonął w 1925 roku. Nowy budynek Kelvin Hall został zaprojektowany w celu pomieszczenia wystaw o ogromnej skali, jednak podczas II wojny światowej został zaadaptowany do produkcji balonów zaporowych. 
W kolejnych dekadach Kelvin Hall gościł wiele wystaw artystycznych, m.in. przemysłowe wystawy w 1951 roku, pokaz silników, wystawy współczesnych domów. Odbywały się tam także liczne walki bokserskie i koncerty gwiazd rocka. Do słynniejszych walk bokserskich trzeba zaliczyć walkę kategorii wagi lekkiej z kwietnia 1979, w której Jim Watt zdobył tytuł mistrzowski, pokonując Alfredo Pitalua. Do ważniejszych koncertów rockowych zaś trzeba zaliczyć koncerty: Jerry Lee Lewisa (prawdopodobnie pierwszy koncert w Kelvin Hall, który odbył się w 1964 roku), The Animals, Eltona Johna, Captain Beefheart, The New Seekers, Runrig (koncertowy debiut w 1973 roku), The Incredible String Band, The James Last Orchestra. 
W 1955 roku Billy Graham przeprowadził tu trwającą sześć tygodni krucjatę ewangelizacyjną. 
W Kelvin Hall przedstawiano światu wiele innowacji technicznych, m.in. kolorową telewizję (lata 60. XX wieku).
W latach 1987–2010 mieściło się tu Muzeum Transportu oraz International Sports Arena (Międzynarodową Arenę Gier Sportowych). Odbyło się tu wiele międzynarodowych imprez sportowych. Zaliczyć do nich trzeba przede wszystkim badminton, siatkówkę, koszykówkę oraz lekkoatletykę (w 1990 odbyły się tutaj halowe mistrzostwa Europy). Kelvin Hall International Sports Arena było od sezonu 2008/2009 (przez trzy kolejne sezony) miejscem stacjonowania drużyny koszykarskiej Scottish Rocks. Podczas rozbudowy Centrum Sportowego  powiększono widownię o 1200 nowych siedzeń. 
W 2014 roku rozpoczęto remont, który zakończono w 2016 roku. W Kelvin Hall powstało dzięki współpracy Glasgow Life, University of Glasgow i Biblioteki Narodowej Szkocji centrum kulturalne. Znalazł się tu Glasgow Club, oddział Muzeum w Glasgow i centrum cyfrowe Biblioteki Narodowej Szkocji. Oprócz dostępu do zdigitalizowanych zbiorów biblioteki znalazło się tu Moving Image Archive z kolekcją filmów.   